# Józef Sukowski
Józef Sukowski (ur. 10 marca 1936 w Raciborzu, zm. 22 grudnia 2022) – polski lekkoatleta, sprinter i płotkarz. Mistrz i rekordzista Polski.

## Życiorys
Był zawodnikiem Unii Racibórz (1956) i Zawiszy Bydgoszcz (1957-1963).
Na mistrzostwach Polski seniorów na otwartym stadionie zdobył dwa medale w sztafecie 4 x 400 metrów: złoty w 1960 i srebrny w 1958. W najlepszym starcie indywidualnym zajął 4. miejsce w biegu na 400 metrów przez płotki w 1957. 
Ze sztafetą Zawiszy Bydgoszcz dwukrotnie poprawiał klubowy rekord Polski w sztafecie 4 x 400 metrów: 3:14,3 (2.07.1960) i 3:12,9 (7.08.1960 w zwycięskim finale mistrzostw Polski).
Rekordy życiowe:
- 100 m: 10,7 (25.06.1959)
- 200 m: 22,1 (25.06.1960)
- 400 m: 49,4 (10.10.1959)
- 200 m ppł: 24,5 (25.06.1959)
- 400 m ppł: 53,5 (27.09.1959)